# Renmans
Renmans is een Belgische slagerijketen met 244 vestigingen in België, 96 in Frankrijk (onder de naam Henri Boucher) en 8 in Groothertogdom Luxemburg.
De keten werd in 1978 opgericht door Henri Renmans en Nicole Albert, en werkte vanaf 1980 samen met winkelketen Aldi om naast hun discountwinkels een slagerij te voorzien. In 1989 werd de eerste slagerij in Frankrijk geopend, drie jaar later de eerste in het Luxemburg. In 2000 had de keten 400 winkels in de drie landen samen. Sinds 2021 daalt het aantal vestigingen omdat Aldi zelf vlees begon te verkopen en de samenwerking stopzette.
De overkoepelende holding van Renmans is Brabhold, waarvan de familie Renmans en de familie Bovy de grootste aandeelhouders zijn.